# Gresham's School

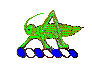
De Gresham's sprinkhaan

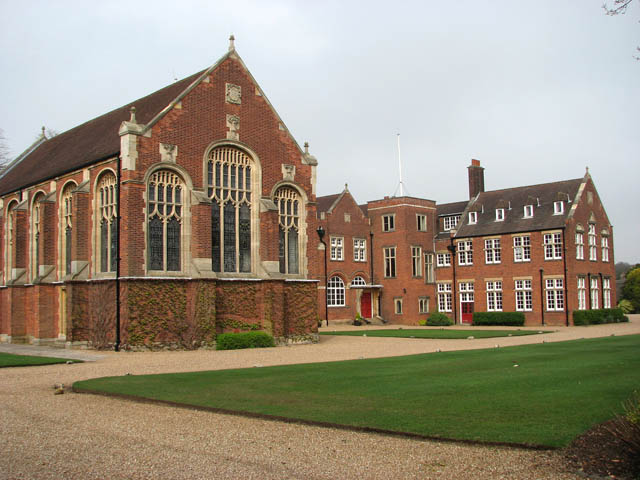
"Big School", Gresham's

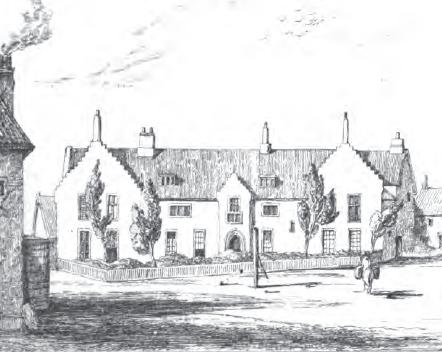
Gresham's School, 1838

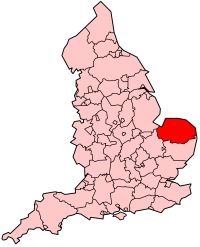
Graafschap Norfolk

Gresham's School is een public school (een kostschool) nabij Holt, Norfolk in Engeland.
Gresham's School werd gesticht in 1555 door sir John Gresham als een liefdadigheidsschool. Het was zijn bedoeling om op de school gratis onderwijs te geven aan veertig jongens van Holt, zijn geboorteplaats. In de loop der jaren ontwikkelde Gresham's School zich tot een waar instituut op onderwijsgebied en moest voor het onderwijs worden betaald. Vanaf 1971 worden ook meisjes tot de school toegelaten.
Ongeveer 730 jongens en meisjes tussen 8 en 18 gaan naar deze school, waar ze gebruik kunnen maken van verschillende faciliteiten, waar men dan ook 20.670 pond per jaar voor moet betalen.
Net zoals bij de meeste public schools behalen de meeste leerlingen goede examenresultaten.
W.H. Auden, Baron Benjamin Britten, Sir Christopher Cockerell, Sir Peter Brook, Sir Alan Lloyd Hodgkin, Ralph Firman, G. Evelyn Hutchinson, David Lack en Sir James Dyson behoren tot de vele later beroemd geworden personen die er hebben gestudeerd.